# Kırşehir
Kırşehir ist eine türkische Stadt in der gleichnamigen Provinz Kırşehir in Zentralanatolien. Kırşehir liegt etwa 156 km südöstlich der Hauptstadt Ankara.

## Geographie

### Lage
Die Provinzstadt Kırşehir liegt ungefähr im Zentrum der Provinz. Der sie umgebende Zentralkreis (Merkez) wird im Uhrzeigersinn im Westen beginnend, von den Ilçes (Kreisen) Kaman, Akpınar, Akçakent, Çiçekdağı, Boztepe und Mucur umgeben. Im Süden und Südwesten, wo der Fluss Kızılırmak, auf weite Strecken zur Hirfanlı-Stausee aufgestaut, im Wesentlichen die Provinzgrenze bildet, grenzt er direkt von Ost nach West, an die Provinzen Nevşehir, Aksaray und Ankara.
Der direkt dem Vali unterstehende zentrale Kreis weist mit Özbağ (3191 Einw.) (noch) eine weitere Belediye (Gemeinde) auf. Des Weiteren gehören noch 53 Dörfer (Köy) mit durchschnittlich 180 Bewohnern dazu. Çayağzı (955) ist zugleich das größte Dorf der Provinz, weitere Dörfer über 500 Einwohner sind Ulupınar (580), Toklümen (554) und Karahıdır (548); 17 Dörfer haben mehr 203 Einwohner.

### Klimatabelle
|                        | Jan  | Feb  | Mär  | Apr  | Mai  | Jun  | Jul  | Aug  | Sep  | Okt  | Nov  | Dez  |   |       |
| Mittl. Temperatur (°C) | −0,1 | 0,9  | 5,3  | 10,7 | 15,3 | 19,7 | 23,2 | 23,2 | 18,6 | 12,7 | 6,1  | 1,8  | ⌀ | 11,5  |
| Mittl. Tagesmax. (°C)  | 4,6  | 6,1  | 11,3 | 16,9 | 21,7 | 26,1 | 29,8 | 30,1 | 26,1 | 19,7 | 12,2 | 6,5  | ⌀ | 17,6  |
| Mittl. Tagesmin. (°C)  | −4,0 | −3,6 | −0,1 | 4,8  | 8,8  | 12,7 | 15,9 | 16,1 | 11,5 | 6,8  | 1,2  | −1,9 | ⌀ | 5,7   |
|                        |      |      |      |      |      |      |      |      |      |      |      |      |   |       |
| Niederschlag (mm)      | 38,7 | 31,4 | 33,1 | 47,8 | 42,4 | 33,0 | 8,1  | 5,7  | 12,4 | 31,7 | 45,8 | 48,4 | Σ | 378,5 |
|                        |      |      |      |      |      |      |      |      |      |      |      |      |   |       |
| Sonnenstunden (h/d)    | 2,9  | 4,0  | 5,3  | 6,3  | 8,2  | 10,1 | 11,2 | 10,7 | 9,1  | 6,7  | 4,8  | 2,9  | ⌀ | 6,9   |
|                        |      |      |      |      |      |      |      |      |      |      |      |      |   |       |
| Regentage (d)          | 11,6 | 10,6 | 10,6 | 11,5 | 11,8 | 7,2  | 2,6  | 1,7  | 3,3  | 7,1  | 9,7  | 12,4 | Σ | 100,1 |

| −4,0 |

| −3,6 |

| −0,1 |

| 4,8 |

| 8,8 |

| 12,7 |

| 15,9 |

| 16,1 |

| 11,5 |

| 6,8 |

| 1,2 |

| −1,9 |

| −4,0 |

| −3,6 |

| −0,1 |

| 4,8 |

| 8,8 |

| 12,7 |

| 15,9 |

| 16,1 |

| 11,5 |

| 6,8 |

| 1,2 |

| −1,9 |

## Bevölkerung
Die Einwohner Kırşehirs sind überwiegend Türken, wobei seit etwa 200 Jahren eine alteingesessene kurdische Minderheit existiert. Wie nahezu überall in der Türkei kommen auch zur Erntezeit kurdische Erntehelfer zwecks Saisonarbeit in die Region. Sie residieren überwiegend in Zeltlagern nahe ihren Arbeitsstätten. Während dieser Zeit suchen sie auch oft die Stadt auf. In Kırşehir leben sowohl Sunniten als auch Aleviten.

### Bevölkerungsentwicklung
Nachfolgende Tabelle zeigt den vergleichenden Bevölkerungsstand am Jahresende für die Provinz, den zentralen Bezirk, der dem Gouverneur unmittelbar untersteht, und die Stadt Kırşehir sowie den jeweiligen Anteil an der übergeordneten Verwaltungsebene. Die Zahlen basieren auf dem 2007 eingeführten adressbasierten Einwohnerregister (ADNKS).

| Jahr | Provinz | Landkreis    | Landkreis | Stadt        | Stadt   |
| Jahr | absolut | anteilig (%) | absolut   | anteilig (%) | absolut |
| ---- | ------- | ------------ | --------- | ------------ | ------- |
| 2020 | 243.042 | 65,40        | 158.954   | 92,00        | 146.242 |
| 2019 | 242.938 | 64,89        | 157.635   | 91,58        | 144.364 |
| 2018 | 241.868 | 63,47        | 153.511   | 90,63        | 139.134 |
| 2017 | 234.529 | 63,97        | 150.029   | 91,51        | 137.290 |
| 2016 | 229.975 | 62,62        | 144.006   | 90,91        | 130.915 |
| 2015 | 225.562 | 61,73        | 139.235   | 90,36        | 125.807 |
| 2014 | 222.707 | 60,33        | 134.367   | 89,69        | 120.508 |
| 2013 | 223.498 | 59,06        | 131.997   | 89,19        | 117.730 |
| 2012 | 221.209 | 58,23        | 128.806   | 88,69        | 114.244 |
| 2011 | 221.015 | 56,81        | 125.554   | 88,01        | 110.499 |
| 2010 | 221.876 | 55,91        | 124.046   | 87,57        | 108.628 |
| 2009 | 223.102 | 54,66        | 121.947   | 86,78        | 105.826 |
| 2008 | 222.735 | 53,16        | 118.412   | 85,58        | 101.333 |
| 2007 | 223.170 | 52,50        | 117.164   | 85,21        | 99.832  |

### Volkszählungsergebnisse
Zu den Volkszählungen liegen folgende Bevölkerungsangaben über die Stadt, den Kreis, die Provinz und das Land vor: Ein Teil der Werte (1960 und davor sowie 1997) wurden PDF-Dokumenten entnommen, die über die Bibliothek des TÜIK abruf- und downloadbar sind.
| Region                   | 1945        | 1950        | 1955        | 1960        | 1965        | 1970        | 1975        | 1980        | 1985        | 1990        | 1997        | 2000        |
| ------------------------ | ----------- | ----------- | ----------- | ----------- | ----------- | ----------- | ----------- | ----------- | ----------- | ----------- | ----------- | ----------- |
| Stadt (Şehir)            | 13.783      | 14.034      | 16.584 1    | 20.248      | 24.861      | 33.173      | 41.415      | 49.913      | 64.754      | 73.538      | 76.917      | 88.105      |
| zentraler Kreis (Merkez) | 35.147      | 47.944      | 56.852 1    | 63.685      | 74.311      | 82.525      | 91.655      | 96.937      | 111.644     | 103.688     | 102.133     | 115.078     |
| Provinz (İl)             | 157.565     | 181.899     | aufgelöst   | 175.749     | 196.836     | 214.932     | 232.853     | 240.497     | 260.156     | 256.862     | 241.507     | 253.239     |
| Türkei                   | 018.790.174 | 020.947.188 | 024.064.763 | 027.754.820 | 031.391.421 | 035.605.176 | 040.347.719 | 044.736.957 | 050.664.458 | 056.473.035 | 062.865.574 | 067.803.927 |

## Geschichte
Die Anfänge von Kırşehir reichen zurück bis zu den Hethitern. In der heutigen Provinz Kırşehir wurden bei Ausgrabungen die Siedlungen Hashöyük (3500–2000 v. Chr.) und Kaman-Kalehöyük (1700–600 v. Chr.) entdeckt, die bis zu 5000 Jahre alt sind. 1950 untersuchte der Altorientalist Helmuth Theodor Bossert den Stadthüyük von Kırşehir. Aufgrund von Keramikfunden und der Ausdehnung des Hügels schloss er auf eine wichtige hethitische Stadt des 2. und 1. Jahrtausends v. Chr. Etwa zwölf Kilometer westlich der Stadt liegt der Inschriftenstein Malkaya aus der Zeit des hethitischen Großreichs. Im Stadtgebiet wurden zwar Bauskulpturenfunde aus antiker bis byzantinischer Zeit gemacht, wie die Stadt zu dieser Zeit aber hieß, ist unbekannt. Die vermutete Identifikation mit Mocissus bzw. griechisch Mokissos, nach der Neugründung der Stadt durch den oströmischen Kaiser Justinian I. (527–565) Justinianopolis, wird nunmehr einer Ruinenstätte bei Viranşehir, 35 km südlich von Aksaray zugeschrieben. Die stattdessen vorgenommene Identifikation mit dem römischen Aquae Saravenae

wird auch für ein Ruinenfeld bei Terzili Hamam (heute Sarıkaya) in der Provinz Yozgat beansprucht. In den Jahrzehnten nach 1071 (Jahr der Schlacht bei Manzikert) endete die Kontrolle des Byzantinischen Reichs über Inneranatolien und Kırşehir geriet unter die Herrschaft türkischer Herrscher. Sie erhielt wegen der Lage in der kargen Steppe den Namen Kır Şehri (Steppenstadt), woraus sich der heutige Name Kırşehir entwickelte.
Bis zur Eroberung des Danischmenden-Emirats durch die Rumseldschuken war die Oberherrschaft über Kırşehir zwischen diesen beiden türkischen Dynastien strittig und wechselnd. Nach dem Ende des Rumseldschukenreichs 1307 geriet die Stadt unter die direkte Herrschaft der mongolischen Ilchane, die dort eine Münzstätte unterhielten. Von der Mitte des 13. bis zur Mitte des 14. Jahrhunderts war die Stadt ein bedeutendes kulturelles Zentrum in Anatolien. Nach dem Ende des Ilchanats 1335 geriet die Stadt unter die Herrschaft wechselnder türkischer Dynastien. Nachdem Kırşehir unter Sultan Bayezit I. bis zur Schlacht bei Ankara 1402 erstmals unter die Herrschaft der Osmanen geraten war, wurde die Stadt von Sultan Selim I. endgültig dem Osmanischen Reich einverleibt.
Bedeutung hatte Kırşehir im Osmanischen Reich als Begräbnisort des Ahi Evran, eines muslimischen Heiligen der rumseldschukischen Zeit und Patrons der Korporationen der Gerber und anderer Lederhandwerker, wie Sattler und Schuhmacher. An das Mausoleum war ein Derwisch-Tekke angeschlossen, dessen Oberhaupt, dem Ahi Baba, es gelungen war, die Kontrolle über die meisten muslimischen Korporationen der Gerber und anderer Lederhandwerker zu erringen. 1908 wurden aber die Korporationen aufgehoben, das Tekke fand 1925 sein Ende. Der Name Ahi Evran wurde durch die 2006 in Kırşehir gegründete Ahi Evran-Universität wieder aufgenommen.
Im Nach der Neuordnung der Provinzen im 19. Jahrhundert und der Auflösung des Eyâlet Anadolu war Kırşehir Zentrum eines Sandschak, der an das Eyâlet/Vilâyet Ankara bzw. Bozok angegliedert war. Der Hauptort dieser Provinz wechselte zwischen Ankara und Yozgat, dessen Territorium den alten Namen Bozok führte. Im Jahre 1921 wurde nach den Gebietsverlusten im Tripoliskrieg, den Balkankriegen und dem Ersten Weltkrieg der Verwaltungsaufbau des türkischen Staates gestrafft: Die bisherigen Vilâyets entfielen und die Sandschaks wurden zu Vilâyets hochgestuft. Kırşehir wurde so Verwaltungszentrum einer eigenständigen Provinz. Gazi Mustafa Kemal Atatürk besuchte die Stadt zweimal (1921 und 1931).
Vom Abbruch der diplomatischen Beziehungen der Türkei zum Deutschen Reich im August 1944 bis in das Jahr 1946 war Kırşehir als Internierungsort eine der drei anatolischen Städte (neben Çorum und Yozgat), in die deutsche, österreichische und tschechische Staatsangehörige, die nicht ins Deutsche Reich zurückkehren wollten oder konnten, verbannt wurden. Die dort Konfinierten konnten sich innerhalb der Stadt und ihrer Umgebung frei bewegen und ihren Tagesablauf nach eigenem Gutdünken gestalten.
Einer von ihnen, Fritz Baade, hat gemeinsam mit einem Geologen die seit dem Altertum bekannte, damals aber fast versiegte Heilquelle wieder zum Laufen gebracht. Damit wurde Kırşehir zum Kurort. Nach dem Krieg holte er einen jungen Handwerker aus Kırşehir zur Ausbildung nach Deutschland und legte somit das Fundament für die heute im ganzen Lande verbreitete Schmuckstein-Verarbeitung. Die Stadt zeichnete Fritz Baade 1959 mit der Ehrenbürgerschaft aus.
Unter der Menderes-Regierung wurde die Provinz Kırşehir 1953 aufgelöst und auf die Nachbarprovinzen (Ankara, Yozgat und Nevşehir) aufgeteilt – Die Stadt Kırşehir mit den sie umgebenden zentralen Landkreis kam zur Provinz Nevşehir. Vier Jahre später, im Juni 1957 wurde die Provinz Kırşehir per Gesetz neugegründet, allerdings in kleineren Umfang, da drei Landkreise in der Provinz Nevşehir verblieben.

## Sport

Logo von Kırşehirspor

Kırşehir hat mit dem Fußballverein Kırşehirspor seit den 1970er Jahren eine Fußballmannschaft, die Stadt und Region überwiegend in der dritthöchsten türkischen Spielklasse, der heutigen TFF 2. Lig, vertrat. Seine erfolgreichste Zeit hatte der Verein in den Jahren 1982–1987, in denen man zweimal als Meister der 2. Lig den Aufstieg in die zweithöchste türkische Spielklasse, die heutige TFF 1. Lig, schaffte. Im Sommer 2011 stieg der Verein von der viertklassigen und der niedrigsten türkischen Profiliga, der TFF 3. Lig, ab und spielt seither in der regionalen Amateurliga, welche wiederum der fünfthöchsten türkischen Spielklasse entspricht.

## Partnerstädte
- Olovo, Bosnien und Herzegowina[16]
- Remscheid, Deutschland[17]

## Weiteres
Unweit des Ortes liegt die historische Kirchenruine Üçayak Kilisesi.

## Persönlichkeiten
- Neşet Ertaş (1938–2012), Sänger
- Yılmaz Köksal (1939–2015), Schauspieler
- Uğur Mumcu (1942–1993), Schriftsteller und Journalist
- Nezaket Ekici (* 1970), Performancekünstlerin
- Ismail Altunsaray (* 1980), Sänger
- Deniz Evin (* 1983), Schauspieler